# Скулова дъга
Скулова дъга (на латински: Arcus zygomaticus) е част от лицевия череп при бозайниците, включително и при човека. Представлява костен мост между черепа и лицето. Лицевият гребен, crista facialis назад преминава в слепоочния израстък, proc. temporalis, който със proc. zygomaticus на слепоочната кост образува arcus zygomaticus.

## Устройство
Скуловата дъга е образувана от два израстъка. Това са слепоочния израстък на скуловата кост и скуловия израстък на слепоочната кост. В основата на дъгата откъм слепоочната кост се намира tuberculum articulare, а зад него са fossa mandibularis и processus retroarticularis, които служат за ставно съединение с долната челюст.
Горният ръб на дъгата служи за залавяне на слепоочната фасция. Долният ръб и вътрешната повърхност на арката дават началото на големия дъвкателен мускул.